# Durmitor Nemzeti Park

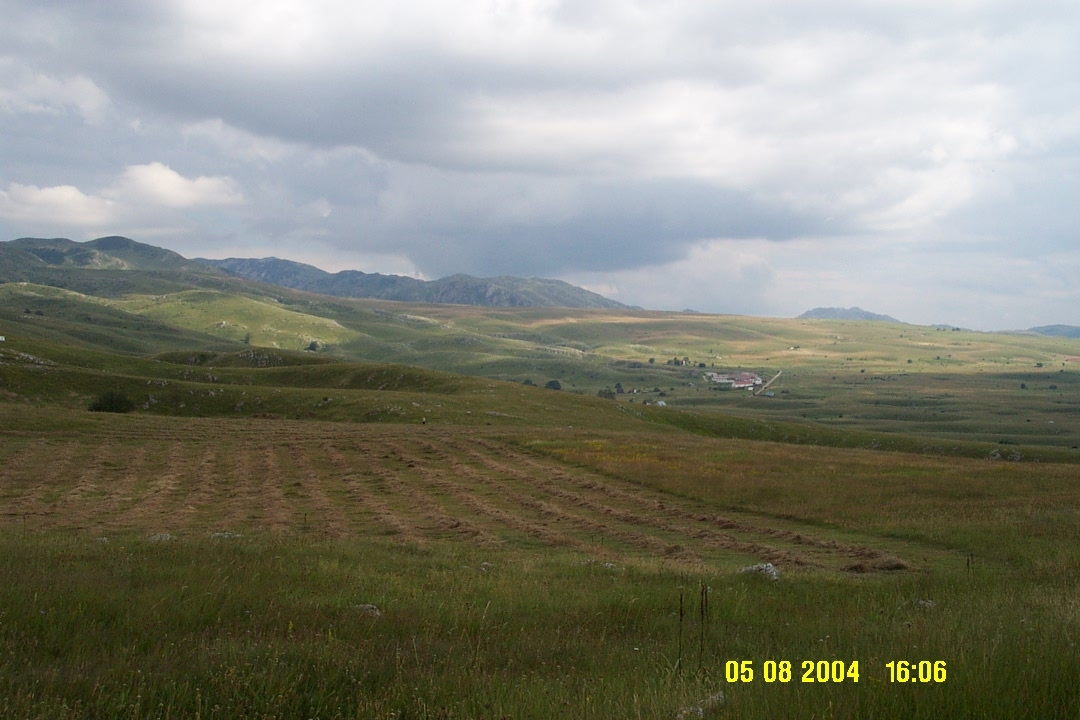
Durmitori fennsík

A Durmitor hegyei Montenegró északi részén húzódnak, a határhoz közel. A Durmitor legmagasabb csúcsa, a Bobotov Kuk (2523 m). Az itteni vidék puszta, jellemző növényei a fűfélék és a törpefenyő, valamint a mohák különböző fajtái. A Durmitor karsztjelenségeket rejt, mivel mészkőből épül fel Bosznia-Hercegovina és Horvátország  egész adriai partvidékéhez hasonlóan. 
A hegyekben van néhány kis falu, ahol legeltetéssel, pásztorkodással foglalkoznak. Kedvelt téli sportcentrum Žabljak városa. A hegységnek történelmi jelentősége is van: 1942–1943 során itt bujdostak a jugoszláv partizánok és Josip Broz Tito.
A hegység központi része a Tara, Draga és Sušica folyók és mély kanyonjaik által alkotott 390 km² terület, amely 1952-ben nemzeti park lett. 1980 óta a Durmitor Nemzeti Park a világörökség részeként az UNESCO védelme alá tartozik.
Az 1952-ben alapított Durmitor Nemzeti Park magában foglalja a Durmitor - hegységet, a Tara , Sushitsa és Draga folyók kanyonjait , valamint a Komarnica - fennsík felső részét . Ez egy hatalmas fennsík, amelynek összterülete 390 km², és 1500 m tengerszint feletti magasságban található. 1980 - ban felvették az UNESCO Világörökség listájára.
A Tara folyó kanyonja 80 km hosszú és 1300 m mély. Ez a legmélyebb kanyon Európában  és az egyik legmélyebb a világon.

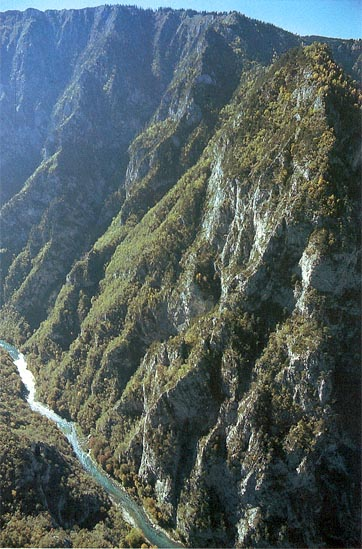
A Tara folyó kanyonja

## Fordítás
- Ez a szócikk részben vagy egészben  a   Durmitor című cseh Wikipédia-szócikk ezen változatának fordításán alapul.  Az eredeti cikk szerkesztőit annak laptörténete sorolja fel. Ez a jelzés csupán a megfogalmazás eredetét és a szerzői jogokat jelzi, nem szolgál a cikkben szereplő információk forrásmegjelöléseként.